# Nericonia x-litterata
Nericonia x-litterata är en skalbaggsart som beskrevs av Heller 1924. Nericonia x-litterata ingår i släktet Nericonia och familjen långhorningar.
Artens utbredningsområde är Filippinerna. Inga underarter finns listade i Catalogue of Life.